# Anomoxena
Anomoxena är ett släkte av fjärilar. Anomoxena ingår i familjen stävmalar.
Kladogram enligt Catalogue of Life:
| Anomoxena | \| \| Anomoxena spinigera \| \| \| \| \| \| Anomoxena tetraxoa \| \| \| \| |
|           | \| \| Anomoxena spinigera \| \| \| \| \| \| Anomoxena tetraxoa \| \| \| \| |
|           | Anomoxena spinigera                                                        |
|           |                                                                            |
|           | Anomoxena tetraxoa                                                         |
|           |                                                                            |